# 魏豪普特山
72°37′S 161°3′E / 72.617°S 161.050°E
魏豪普特山（英語：Mount Weihaupt），是南極洲的山峰，位於維多利亞地的彭內爾海岸，處於鮑爾山以東16公里，屬於奧特巴克冰原島峰的一部分，由美國探險隊繪入地圖，現時由南極條約體系管理。